# 스콧 그라임스
스콧 그라임스(Scott Grimes, 1971년 7월 9일 ~ )는 미국의 배우, 가수이다. 싱글 "Sunset Blvd"로 2005년 4월 빌보드 어덜트 컨템포러리 20위권에 올랐다. 러셀 크로의 밴드 인도어 가든 파티(Indoor Garden Party)에 속해있다.

## 출연 작품

### 영화
- 산타를 찾아서 (1984, It Came Upon the Midnight Clear)
- 산타의 북극 마을 (1984, The Night They Saved Christmas)
- 크리터스 (1986)
- 크리터스 2 (1988)
- 나이트 라이프 (1989)
- 20세기의 개구리 왕자 (1991, Frogs!)
- 크림슨 타이드 (1995)
- 미스터리 알래스카 (1999)
- Who's Your Monkey? (2007)
- 로빈 후드 (2010)
- 윈터스 테일 (2014)
- Pearly Gates (2015)
- 더 로스트 트리 (2016, The Lost Tree)
- 오펜하이머 (2023)

### 텔레비전
- 파티 오브 파이브 (1994-2000)
- 밴드 오브 브라더스 (2001)
- ER (2003-09)
- 아메리칸 대드! (2005-현재)
- 오빌 (2017-22)